# Seznam měst na Jamajce
Toto je seznam měst na Jamajce.

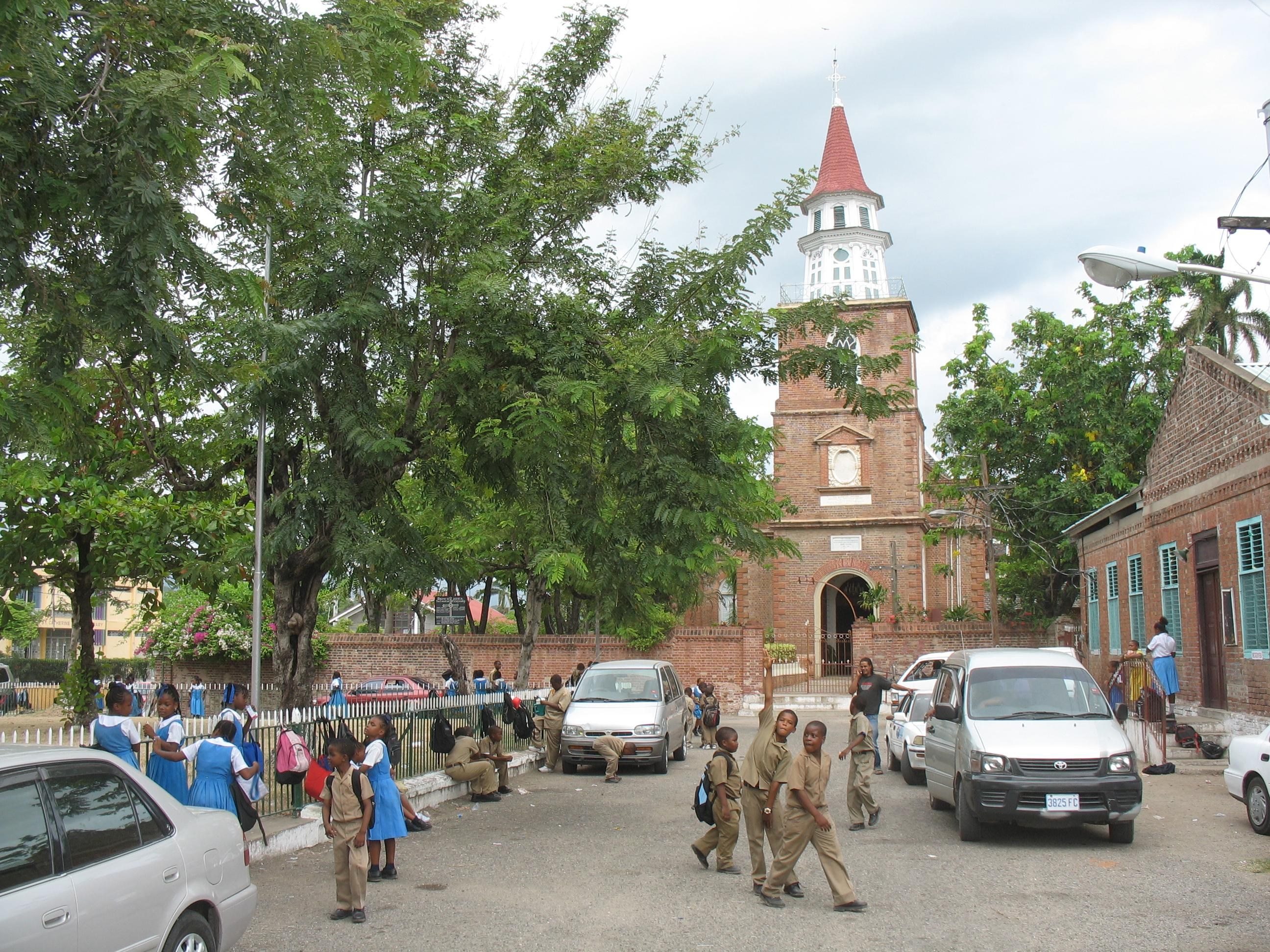
Město Spanish Town

Zdaleka největší aglomerací na Jamajce je Kingston, kde 1. ledna 2006 žilo 943 107 obyvatel, což představuje asi čtvrtinu obyvatelstva celé země.
V následující tabulce jsou uvedena města nad 5 000 obyvatel, výsledky sčítání obyvatelstva z 8. června 1982 a 8. dubna 1991, odhady počtu obyvatel k 1. lednu 2006 a správní jednotky (hrabství a okresy) do nichž města patří. Počet obyvatel se vztahuje na vlastní město bez předměstí. Města jsou seřazena podle velikosti.
| Města na Jamajce | Města na Jamajce | Města na Jamajce    | Města na Jamajce    | Města na Jamajce   | Města na Jamajce | Města na Jamajce       |
| Pořadí           | Město            | sčítání v roce 1982 | sčítání v roce 1991 | odhad pro rok 2006 | Hrabství         | Okres                  |
| ---------------- | ---------------- | ------------------- | ------------------- | ------------------ | ---------------- | ---------------------- |
| 1.               | Kingston         | 524 638             | 587 798             | 585 300            | Surrey           | Kingston Parish        |
| 2.               | Spanish Town     | 89 097              | 92 383              | 145 845            | Middlesex        | Saint Catherine Parish |
| 3.               | Portmore         | 73 426              | 90 138              | 103 880            | Middlesex        | Saint Catherine Parish |
| 4.               | Montego Bay      | 70 265              | 83 446              | 82 669             | Cornwall         | Saint James Parish     |
| 5.               | Mandeville       | 34 502              | 39 430              | 47 698             | Middlesex        | Manchester Parish      |
| 6.               | May Pen          | 40 962              | 46 785              | 44 831             | Middlesex        | Clarendon Parish       |
| 7.               | Old Harbour      | n/a                 | 17 778              | 26 637             | Middlesex        | Saint Catherine Parish |
| 8.               | Linstead         | n/a                 | 14 114              | 21 147             | Middlesex        | Saint Catherine Parish |
| 9.               | Savanna la Mar   | 14 912              | 16 553              | 18 721             | Cornwall         | Westmoreland Parish    |
| 10.              | Half Way Tree    | n/a                 | n/a                 | 18 545             | Surrey           | Saint Andrew Parish    |
| 11.              | Port Antonio     | 12 285              | 13 246              | 14 268             | Surrey           | Portland Parish        |
| 12.              | Bog Walk         | n/a                 | 8 794               | 13 176             | Middlesex        | Saint Catherine Parish |
| 13.              | Ewarton          | n/a                 | 8 742               | 13 098             | Middlesex        | Saint Catherine Parish |
| 14.              | Constant Spring  | n/a                 | 12 369              | 12 825             | Surrey           | Saint Andrew Parish    |
| 15.              | Saint Ann's Bay  | 9 058               | 10 518              | 12 820             | Middlesex        | Saint Ann Parish       |
| 16.              | Hayes            | n/a                 | 8 447               | 9 768              | Middlesex        | Clarendon Parish       |
| 17.              | Ocho Rios        | n/a                 | 8 189               | 9 518              | Middlesex        | Saint Ann Parish       |
| 18.              | Morant Bay       | 8 828               | 9 185               | 9 357              | Surrey           | Saint Thomas Parish    |
| 19.              | Stony Hill       | n/a                 | 12 369              | 8 548              | Surrey           | Saint Andrew Parish    |
| 20.              | Christiana       | n/a                 | 7 235               | 8 476              | Middlesex        | Manchester Parish      |
| 21.              | Santa Cruz       | n/a                 | 8.144               | 6.962              | Cornwall         | Saint Elizabeth Parish |
| 22.              | Old Harbour Bay  | n/a                 | 5 405               | 8 098              | Middlesex        | Saint Catherine Parish |
| 23.              | Port Maria       | 7 508               | 7 651               | 7 900              | Middlesex        | Saint Mary Parish      |
| 24.              | Brown's Town     | n/a                 | 6 762               | 7 893              | Middlesex        | Saint Ann Parish       |
| 25.              | Falmouth         | 6 713               | 7 245               | 7 796              | Cornwall         | Trelawny Parish        |
| 26.              | Yallahs          | n/a                 | 6 902               | 7 677              | Surrey           | Saint Thomas Parish    |
| 27.              | Grange Hill      | n/a                 | 6 530               | 7 230              | Cornwall         | Westmoreland Parish    |
| 28.              | Bull Savanna     | n/a                 | n/a                 | 6 946              | Cornwall         | Saint Elizabeth Parish |
| 29.              | Runaway Bay      | n/a                 | 5 655               | 6 564              | Middlesex        | Saint Ann Parish       |
| 30.              | Lucea            | 5 652               | 6 002               | 6 292              | Cornwall         | Hanover Parish         |
| 31.              | Porus            | n/a                 | 5 095               | 5 969              | Middlesex        | Manchester Parish      |
| 32.              | Anotto Bay       | n/a                 | 5 468               | 5 669              | Middlesex        | Saint Mary Parish      |
| 33.              | Highgate         | n/a                 | 5 418               | 5 584              | Middlesex        | Saint Mary Parish      |
| 34.              | Point Hill       | n/a                 | 3 651               | 5 470              | Middlesex        | Saint Catherine Parish |
| 35.              | Lionel Town      | n/a                 | 4 669               | 5 399              | Middlesex        | Clarendon Parish       |